# The Untameable
The Untameable er en amerikansk stumfilm fra 1923 af Herbert Blaché.

## Medvirkende
- Gladys Walton som Edna Fielding / Joy Fielding
- Malcolm McGregor som Chester Arnold
- John St. Polis som Dr. Copin
- Etta Lee som Ah Moy